# Watch on the Rhine
Watch on the Rhine is in Nederland bekend onder de titel De ontembaren. Het is een film uit 1943 onder regie van Herman Shumlin, gebaseerd op een toneelstuk van Lillian Hellman.
De film kreeg vier nominaties bij de Oscars uit 1944. De film werd genomineerd voor Beste Acteur, Beste Film, Beste Vrouwelijke Bijrol (Lucile Watson) en Beste Scenario. De enige toegekende Oscar is die voor Beste Acteur, gewonnen door Paul Lukas, die verder ook een Golden Globe en NYFCC Award won voor zijn rol in de film.

## Verhaal
Kurt Müller is een verzetsstrijder uit Duitsland die in 1943 met zijn Amerikaanse vrouw en kinderen een poging doet aan de nazi's te ontsnappen door te vluchten naar Washington. Er blijken echter verraders in het spel te zitten die Müller maar wat graag overleveren aan de Duitsers.

## Rolverdeling
- Bette Davis - Sara Muller
- Paul Lukas - Kurt Muller
- Geraldine Fitzgerald - Fanny Farrelly
- Lucile Watson - Fanny Farrelly
- Beulah Bondi - Anise